# Унетице
Унетице — муниципалитет и деревня в районе Прага-Запад в Среднечешском крае Чешской Республики. Население составляет около 800 человек. В честь могильника, обнаруженного в Унетице, названа Унетицкая культура бронзового века.

## Экономика
Муниципалитет известен своей небольшой пивоварней «Унетице». Пивоварня была построена в 1710 году и в 1897 году занимала 3-е место по объёму производства в регионе. Производство пива прекратилось в 1949 году, но с 2011 года традиция возобновляется. Унетицкое разливное пиво популярно в современной Праге в «нетуристских» пивных.
Герб муниципалитета содержит сосуд унетицкой культуры для пива, что говорит как об исторической достопримечательности места, так и о традиции пивоварения.